# كولن جويس
كولن جويس (بالإنجليزية: Colin Joyce)‏ هو دراج أمريكي، ولد في 6 أغسطس 1994 في بوكاتيلو في الولايات المتحدة.

## وصلات خارجية
- كولن جويس على موقع الاتحاد الدولي للدراجات (الإنجليزية)
- كولن جويس على موقع أرشيف الدراجات (الإنجليزية)
- كولن جويس على موقع إحصائيات الدراجات الإحترافية (الإنجليزية)
- كولن جويس على موقع نسبة الدراجات (الإنجليزية)
- كولن جويس على موقع CycleBase (الإنجليزية)